# Kinton (Oregon)
Kinton az Amerikai Egyesült Államok Oregon államának Washington megyéjében, az Oregon Route 210 és a River Road csomópontja közelében elhelyezkedő önkormányzat nélküli település.

## Története
Névadója Peter Kindt telepes. A posta 1894 és 1903 között működött.

## Fordítás
- Ez a szócikk részben vagy egészben  a   Kinton, Oregon című angol Wikipédia-szócikk ezen változatának fordításán alapul.  Az eredeti cikk szerkesztőit annak laptörténete sorolja fel. Ez a jelzés csupán a megfogalmazás eredetét és a szerzői jogokat jelzi, nem szolgál a cikkben szereplő információk forrásmegjelöléseként.